# Sun Boy
Sun Boy il cui vero nome è Dirk Morgna del pianeta Terra, è un personaggio immaginario dei fumetti, un supereroe del 30° e del 31º secolo dell'Universo DC. Sun Boy è un membro della Legione dei Super-Eroi con l'abilità di rilasciare l'energia solare interna a qualsiasi grado di temperatura, dalla fiamma di una candela al calore che fonde quasi ogni ostacolo.
Sun Boy comparve per la prima volta nel 1961, durante la Silver Age dei fumetti.

## Biografia del personaggio

### Silver Age
Il padre di Dirk Morgna possedeva una centrale nucleare, dove Dirk lavorava come aiutante. Mentre consegnava dei rifornimenti ad uno degli scienziati dell'impianto, il Dr. Zaxton Regulus, la macchina su cui lo scienziato lavorava esplose, causando la morte del suo collega Zarl Hendricks. Dr. Regulus diede la colpa dell'incidente, e il suo conseguente licenziamento, all'interruzione. Infatti, cercò di vendicarsi gettando Dirk nel reattore nucleare; tuttavia, a causa della "struttura genetica posseduta da uno su un milione" di Dirk, invece di ucciderlo, le radiazioni gli diedero il potere di generare il calore e la luce.
Dirk fece domanda per entrare nella Legione, come Sun Boy, ma fu respinto in quanto i suoi poteri dimostrarono che poteva solo generare la luce. Fu successivamente accettato quando mostrò la sua abilità di generazione del calore.

### "Five Years Later"
Durante la "Five Year Gap" dopo la Guerra della Magia, Sun Boy divenne il leader della Legione tra una serie di guai che gli fecero presentare le dimissioni. Poco dopo, Sun Boy fu assunto dal governo della Terra come un mediatore delle relazioni pubbliche, utilizzando il suo bell'aspetto e la popolarità per far girare l'opinione pubblica. Si scoprì che il governo terrestre si trovava sotto il controllo dei Dominatori e Dirk non poté fare a meno di rimanere conforme alle loro richieste, nonostante i vari dubbi personali. Quando la verità fu rivelata, venne marcato come traditore della Legione e della Terra. Successivamente, Dirk fu esposto ad una dose massiccia di radiazione, quando la potersfera espose vicino a lui durante la distruzione della Luna. Fu ucciso dalla sua amante di un tempo, Circe, in un atto di eutanasia. Il suo cadavere fu poi rianimato per un breve periodo dal suo ex compagno di squadra Wildfire.
Poco prima della morte di Dirk, i membri altamente classificati dei Dominatori designati come "Batch SW6" fuggirono dalla prigione. Originariamente, i Batch SW6 comparvero come un gruppo di cloni dei Legionari, creati da campioni ottenuti prima della morte di Ferro Lad per mano del Mangiatore di Soli. Successivamente, quando si rivelarono essere dei duplicati di un paradosso temporale, ognuno di loro era altrettanto legittimo quanto le loro controparti. Dopo che la Terra venne distrutta in un disastro che ricordava la distruzione di Krypton avvenuta oltre un milione di anni fa, poche dozzine di città sopravvissute e i loro abitanti ricostruirono il loro mondo come Nuova Terra, e i Legionari SW6 - inclusa la loro versione di Sun Boy con il nome in codice di Inferno - rimasero con loro.
Inferno ebbe un cameo in Final Crisis: Legion of Three Worlds n. 5, tra i vari personaggi attraverso il multiverso.

### Post Ora-Zero
Nella continuità post-Ora Zero, Dirk Morgna è un membro di supporto, che occasionalmente possiede i suoi poteri di "Sun Boy", ma non è un membro della Legione.
Incolpando di nuovo Dirk per il suo licenziamento, il Dr. Regulus tentò di uccidere Morgna iniettandogli dell'oro radioattivo. Questo fece sì che invece di sciogliersi con il calore, lo rendesse così abbagliante da accecare Regulus. A causa di ciò non riusciva a controllare questo potere e dovette indossare un costume speciale per proteggere gli altri. Mentre aiutava la Legione a battere Regulus, utilizzò tutta la sua energia e ritornò normale.
Dirk ritornò in Legionnaires n. 71 (maggio 1999), in cui fu impossessato da uno spirito elementale di nome Ph'Yr, uno dei quattro Elementali del Disastro, e si tramutò in una palla di fuoco vivente. Lo scopo degli Elementali era di ottenere il potere di Mordru. Dirk riuscì a ottenere il controllo, e aiutò la Legione e l'Elementale della terra Brika/Roxx a sconfiggere i due che si sottomisero del tutto agli ultimi due Elementali.

### Terzo rinnovamento
Nella continuità rinnovata della Legione del 2004, a differenza dei suoi compagni della squadra di eroi, i genitori di Dirk Morgna supportavano apertamente il movimento galattico che la Legione rappresentava. Unendosi alla squadra come Sun Boy, Cosmic Boy lo nominò leader sul campo del gruppo. Confuso a proposito della sua adesione nella Legione fosse stata o no un suo desiderio o dei suoi, Dirk decise infine di dimettersi dalla squadra. Decise quindi di aiutare le miriadi di discendenti viventi esiliati che vivevano nell'"oltrespazio" con il proposito di sconfiggere il proprio leader, Preator Lemnos. Mestamente, la Legione acconsentì alle sue richieste, ma sperò che Dirk avrebbe di nuovo fatto parte dei loro ranghi.
Dirk e i suoi soci furono rapiti dai Dominatori, che desideravano rubare i loro poteri, ma furono poi salvati dalla Legione e dai Wanderers.
Sun Boy ritornò nella Legione e rivelò che fece arrestare tutti i membri di Terra Firma. Il suo ritorno fu messo ai voti, su sua richiesta.
Questa versione di Sun Boy u uccisa da Superboy-Prime in Legion of Three Worlds n. 3.

### Post-Crisi Infinita
Gli eventi della miniserie Crisi infinita ricostituirono un'analogia simile alla Legione della continuità pre-Crisi sulle Terre infinite, come visto nella storia "The Lightning Saga" comparsa in Justice League of America e in Justice Society of America, e nella storia "Superman and the Legion of Super-Heroes" in Action Comics. In quest'ultima, Sun Boy fu catturato da Earth Man e bloccato in una macchina, che utilizzava i suoi poteri per trasformare molti dei soli della galassia da gialli in rossi. Sun Boy fu salvato infine dai suoi compagni.

### Crisi finale: la Legione dei 3 mondi
Nella storia Crisi finale: la Legione dei 3 mondi, che proseguiva da Superman and The Legion of Super-Heroes, Sun Boy fu mostrato come estremamente indebolito e traumatizzato dal suo imprigionamento, al punto da non poter più fare uso dei suoi poteri. A questa fine, Dirk si tolse il suo anello di volo, lasciando la Legione a tutti gli effetti. Nel corso dell'avventura, le altre due Legioni furono inseriti nella battaglia per scontrarsi con la Legione dei Supercriminali. Durante il combattimento, il Sun Boy "rinnovato" fu congelato e fatto a pezzi da Superboy-Prime, causando dolore al Dirk più maturo. Poco dopo, il Dirk principale decise di indossare di nuovo il suo anello da volo, e si unì allo scontro, appena in tempo per salvare Polar Boy dall'essere ucciso da Superboy-Prime.

## Poteri e abilità
Sun Boy può generare internamente, e sembra illimitatamente, una grande quantità di radiazioni elettromagnetiche, sia nella forma del calore che della luce. È anche immune a tutte le forme di radiazioni e di calore.

### Debolezze
Il potere di irradiare luce e calore può essere rivolto verso Sun Boy dagli specchi, dai gioielli e creature riflettenti. Nel caso che dovesse incrementare al massimo i suoi poteri potrebbe anche distruggere queste superfici. L'unico limite a questo potere è che non può fondere i metalli in prossimità di esseri viventi, dato che la quantità di calore necessaria si rivelerebbe letale.
Anche se non influisce sulle sue abilità, fu rivelato che Dirk soffre di nictofobia, la paura acuta del buio.

## Altri media
- Sun Boy comparve nella serie animata Legion of Super-Heroes, nell'episodio in due parti "Cry Wolf" nella seconda stagione così come in altre puntate sempre della stessa stagione.
- In "Cry Wolf", Quando Timber Wolf provocò i clienti abituali di un bar in cui capitò, dopo che Superman X utilizzò la sua vista calorifica per fare un buco nel pavimento dove Timber Wolf si trovava, per attaccare la Legione in rappresaglia del loro attacco, Sun Boy fuse tutte le armi dei partecipanti con un'onda del suo braccio; questo, prima di fondere la porta del bar ed essere entrato seguito da Colossal Boy. Ricomparve poi nell'ultima puntata della seconda stagione e in qualche modo giocò un ruolo più importante. Lui, al fianco di Cosmic Boy e Lightning Lad formarono un attacco singolo ed utilizzarono i loro poteri per creare un enorme squarcio nella forma robotica gigante di Brainiac 5. Nonostante ciò, fu sconfitto quando il braccio cannone di Lightning Lad fu preso da Brainiac 5. Sia lui che Cosmic Boy furono messi fuori combattimento da un singolo colpo di un fulmine al petto. Venne poi digitalizzato come i suoi compagni, per poi ritornare alla normalità alla fine dell'episodio. Nonostante la sua comparsa regolare nel programma, non pronunciò mai una sola sillaba; la maggior parte delle sue battute furono grigni e lamenti di dolore. Fu chiamato per nome in un episodio; fu durante l'episodio finale della prima stagione quando Bouncing Boy urlò: "Sun Boy, ora!" dicendogli di utilizzare il suo potere di generazione della luce per attirare a sé il Mangiatore di Soli. Durante lo stesso episodio, Bouncing Boy lo richiama per nome dicendogli che il Mangiatore di Soli stava cadendo nella loro trappola proprio grazie ai suoi poteri solari. Comparve poi nell'episodio "The Beginning", dove comparve alla fine recitando il giuramento della Legione. In questo episodio, il suo costume fu leggermente diverso da quello indossato durante la serie; sembrò anche essere più giovane e con i capelli corti.

Le sue comparse complessive in qualche modo differivano dalla sua controparte dei fumetti. I suoi capelli erano più lunghi, gli avambracci e il retro dei suoi capelli si infiammavano quando utilizzava i suoi poteri o volava, lasciando una scia incandescente, e i suoi occhi erano neri con l'iride dorata; simile a Superman X. Il suo costume, però, rimase simile all'originale.